# Pentagon Papers

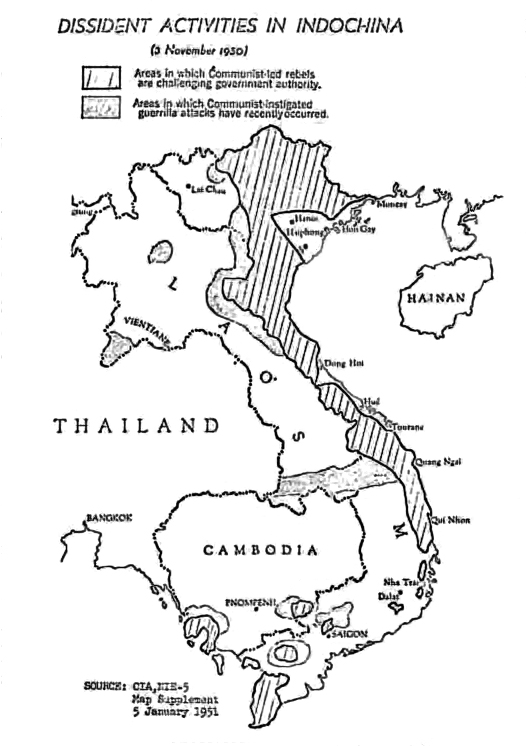
Karta z Pentagon Papers

Pentagon Papers – popularna nazwa tajnego, liczącego 7 tys. stron raportu, sporządzonego przez rząd Stanów Zjednoczonych, by opisać historię amerykańskiego zaangażowania w wojnie wietnamskiej. Raport ten zyskał sławę, gdy został wykradziony i przekazany dziennikowi „The New York Times” przez Daniela Ellsberga i następnie opublikowany w 1971.
Oficjalny tytuł raportu to United States-Vietnam Relations, 1945–1967: A Study Prepared by the Department of Defense, po polsku Stosunki amerykańsko-wietnamskie, 1945-1967: raport przygotowany przez Departament Obrony.